# Zamieszki w Rydze (2009)

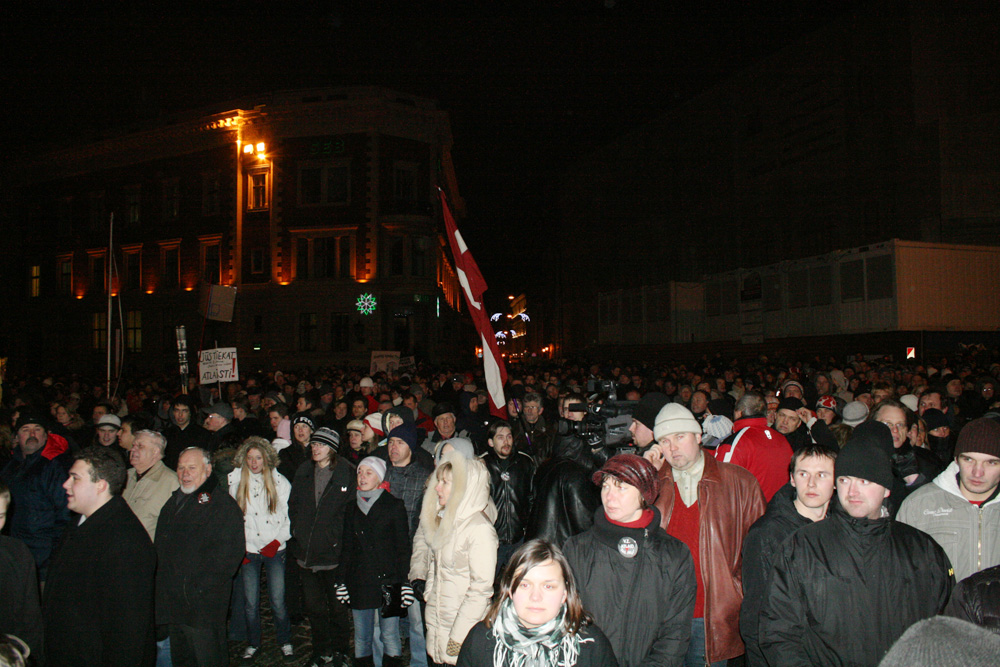
Protest społeczny w Rydze, 13 stycznia 2009

Zamieszki w Rydze w 2009 (łot. 13. janvāra Vecrīgas nemieri – zamieszki w Starej Rydze 13 stycznia, potocznie: Bruģa revolūcija – brukowa rewolucja) – antyrządowe zamieszki, do których doszło w stolicy Łotwy Rydze w dniu 13 stycznia 2009 w wyniku protestów społeczeństwa przeciw złej sytuacji gospodarczej kraju. Był to największy protest społeczny w niepodległej Łotwie po 1991.

## Przyczyny
Przyczyną protestów społecznych i wzrostu niezadowolenia z polityki rządzącego gabinetu premiera Ivarsa Godmanisa był pogłębiający się kryzys finansowy i gospodarczy. Jesienią 2008 na Łotwie rozpoczął się okres kryzysu finansowego i dekoniunktury gospodarczej. Gospodarka Łotwy skurczyła się o 4,3% w III kwartale 2008 i aż o 10,4% w IV kwartale. Aby ratować system finansowy rząd przejął drugi co do wielkości bank, Parex Bank. W grudniu 2008 rząd ratował się pożyczką od MFW i UE w wysokości 7,5 mld USD. Zapowiedział również szereg cięć budżetowych i podwyżkę podatków.
W kraju gwałtownie wzrosło bezrobocie i inflacja. Doprowadziło to do pogorszenia się sytuacji życiowej wielu obywateli.

## Protest i zamieszki
13 stycznia 2009 na placu Tumskim w historycznej dzielnicy Rygi – Vecrīga, odbył się wiec protestacyjny, zorganizowany przez partie opozycyjne i związki zawodowe. Miał on charakter antyrządowy. Uczestnicy protestowali przeciw nieskutecznej polityce rządu Godmanisa i obwiniali go o podejmowanie niewystarczających działań antykryzysowych. Demonstranci wzywali do natychmiastowej dymisji rządu.
Wieczorem pokojowy protest, w którym brało od 10 do 20 tysięcy osób, przerodził w gwałtowne zamieszki. Wielotysięczny tłum ruszył pod budynek Sejmu. Podjął próbę zajęcia budynku, czemu skutecznie przeciwstawiła się policja. Niemniej jednak, demonstranci wybili okna w budynku parlamentu oraz pobliskiej Biblioteki Narodowej.
Na terenie całego Starego Miasta doszło do walk z siłami policji. Manifestanci do walki używali butelek i elementów oderwanego bruku. Opanowali również magazyn największej w kraju gorzelni Latvijas Balzams, skąd zabrali część alkoholu. Do demonstrantów dołączały także grupy, często pijanych, chuliganów i wandali. Do pacyfikacji nocnych walk policja użyła gazu łzawiącego. W ich wyniku do szpitali trafiło ponad 40 osób, a ponad 120 zostało aresztowanych.
Nocne walki ostro potępił prezydent Valdis Zatlers, przebywający w tym czasie w Strasburgu. Przerwał on swoją wizytę i stwierdził, że „żadna przemoc jest nie do zaakceptowania”. Premier Ivars Godmanis oskarżył natomiast o inicjowanie rozruchów „siły zewnętrzne” i opozycję.

## Następstwa
Skutkiem kryzysu finansowego i demonstracji społecznych na Łotwie był dalszy wzrost niepopularności i ostatecznie dymisja rządu premiera Godmanisa 20 lutego 2009. Godmanis pod naciskiem ze strony społeczeństwa, opozycji, prezydenta Zatlersa, a także dwóch głównych partii rządzącej koalicji, ustąpił ze stanowiska szefa rządu.